# Tépe
Tépe es un pueblo húngaro perteneciente al distrito de Derecske, condado de Hajdú-Bihar.

## Superficie
Cuenta con una superficie de 23,22 km².

## Demografía
Hasta 2024 la población era de 998 habitantes, con una densidad de población de 42,98 hab/km².
| Gráfica de evolución demográfica de Tépe entre 2020 y 2024 |
|                                                            |
| Datos según la Oficina Central de Estadística de Hungría.  |